# Никольская церковь (Новгород-Северский)
Никольская церковь — православный храм, памятник архитектуры и истории национального значения в Новгород-Северском.

## История
Постановлением Кабинета Министров УССР от 24.08.1963 № 970 «Про упорядочение дела учёта и охраны памятников архитектуры на территории Украинской ССР» («Про впорядкування справи обліку та охорони пам'ятників архітектури на території Української РСР») присвоен статус памятник архитектуры национального значения с охранным № 851.
Постановлением Кабинета министров Украины от 10.10.2012 № 929 «Про занесение объектов культурного наследия национального значения в Государственный реестр недвижимых памятников Украины» («Про занесення об'єктів культурної спадщини національного значення до Державного реєстру нерухомих пам'яток України») присвоен статус памятник архитектуры и истории национального значения с охранным № 250050-Н. Тем самым объект исключается из Списка памятников архитектуры Украинской ССР, что находятся под охраной государства.
Установлена информационная доска.

## Описание
Никольская церковь является примером деревянной монументальной архитектуры северного Левобережья Украины. Входит в комплекс музея-заповедника «Слово о полку Игореве». В XIX веке приобрела черты ампира, сохранив исконную композицию главного объёма.
Сооружена в 1764 году на высоком берегу реки Десна. Согласно легенде, построена на месте древнерусского храма 1086 года за пределами детинца. Археологические исследования 1979 года опровергли толкование легенды. При храме в XVIII веке действовали школа и приют.
Изначально 5-срубная, крестообразная в плане церковь. Имеет стройный пирамидальный верх с двумя заломами (уступами). В интерьере традиционный для украинского культового деревянного строительства приём «залома» создаёт иллюзию удлинения вверх волнообразных форм внутреннего пространства центрального верха. Боковые алтари появились со временем, предположительно во время ремонта 1820 года. В XIX веке в присущем стилю ампир были пристроен у входа в храм портик и рядом построена двухъярусная колокольня (не сохранилась).
Деревянная, 5-срубная, крестообразная в плане церковь с восьмигранным в плане нефом (центральным участком) церковь, одноглавая с двумя заломами (уступами), которые образовывают три яруса (верха). Вход украшен портиком, который венчает треугольный фронтон.
Кровля всех (кроме центрального) срубов скатная и венчается небольшими фронтонами. Дверные проёмы с трапециевидным верхом. Наличники дверей, окон и карнизов украшены резьбой. Обнесена оградой. Церковь расположена на холме, к которой ведут ступени.
В период 1960-1970 годы была реставрирована: сделан новый цоколь, отремонтирована и покрыта гонтом крыша, частично заменены отдельные венцы срубов, восстановлен исконный резной декор. До реставрации были разобраны пристройки-портики, западный притвор и колокольня. С 1979 года входит в комплекс Новгород-Сиверского филиала Черниговского архитектурно-исторического заповедника, была открыта выставка, а с 1990 года — самостоятельного Новгород-Северского музея-заповедника «Слово о полку Игореве». В 2008 году были проведены реставрационные работы.
Был передан религиозной общине.